# Torneo Regional del Noroeste 2014
El Torneo Regional del Noroeste 2014 fue la décima sexta edición de la competición regional de rugby del noroeste argentino. Con clubes de la Unión de Rugby de Tucumán, Jujuy, Salta y Santiago del Estero en 3 categorías.
Lawn Tennis se consagró campeón del torneo.

## Forma de disputa
Se jugó un Torneo de Clasificación, todos contra todos, entre 16 equipos donde los primeros 8 clasifican al Súper 8, mientras que los equipos restantes disputaron la Zona Clasificación.
Los 8 primeros equipos clasificados jugaron la Zona Campeonato (Súper 8) a una rueda todos contra todos. Los 4 primeros de la Zona Campeonato jugaron entre sí, a una rueda, con arrastre de puntos de la clasificación anterior, para definir el campeón del Torneo Regional 2014.

## Equipos
| Unión                      | Equipo               | Ciudad                |
| -------------------------- | -------------------- | --------------------- |
| Unión de Rugby de Tucumán  | Cardenales           | San Miguel de Tucumán |
| Unión de Rugby de Tucumán  | Universitario        | San Miguel de Tucumán |
| Unión de Rugby de Tucumán  | Aguará Guazú         | Aguilares             |
| Unión de Rugby de Tucumán  | Huirapuca            | Concepción            |
| Unión de Rugby de Tucumán  | Jockey Club          | Yerba Buena           |
| Unión de Rugby de Tucumán  | Lince                | San Miguel de Tucumán |
| Unión de Rugby de Tucumán  | Tarcos               | San Miguel de Tucumán |
| Unión de Rugby de Tucumán  | Natación y Gimnasia  | San Miguel de Tucumán |
| Unión de Rugby de Tucumán  | Lawn Tennis          | San Miguel de Tucumán |
| Unión de Rugby de Tucumán  | Tucumán Rugby        | Yerba Buena           |
| Unión de Rugby de Salta    | Gimnasia y Tiro      | Salta                 |
| Unión de Rugby de Salta    | Jockey Club          | Salta                 |
| Unión de Rugby de Salta    | Tigres               | San Lorenzo           |
| Unión de Rugby de Salta    | Universitario        | Salta                 |
| Unión Santiagueña de Rugby | Old Lions            | Santiago del Estero   |
| Unión Santiagueña de Rugby | Santiago Lawn Tennis | Santiago del Estero   |

### Distribución geográfica de los equipos
| Jurisdicción                     | Cant. | Equipos |
| -------------------------------- | ----- | --- |
| Provincia de Tucumán             | 10    | Universitario, Lawn Tennis, Los Tarcos,Tucuman Rugby, Huirapuca, Cardenales, Lince, Natación y Gimnasia, Jockey Club y Aguará Guazú |
| Provincia de Salta               | 4     | Jockey Club, Universitario, Gimnasia y Tiro y Tigres                                                                                |
| Provincia de Santiago del Estero | 2     | Old Lions y Santiago Lawn Tennis |

## Zona de clasificación

### Tabla de posiciones
| Pos. | Equipo               | Encuentros | Encuentros | Encuentros | Encuentros | Puntos |
| Pos. | Equipo               | PJ         | PG         | PE         | PP         | Puntos |
| ---- | -------------------- | ---------- | ---------- | ---------- | ---------- | ------ |
| 1.º  | Tucuman Rugby        | 15         | 14         | 0          | 1          | 63     |
| 2.º  | Universitario        | 15         | 11         | 0          | 4          | 54     |
| 3.º  | Cardenales           | 15         | 12         | 0          | 3          | 53     |
| 4.º  | Lawn Tennis          | 15         | 10         | 0          | 5          | 49     |
| 5.º  | Los Tarcos           | 15         | 8          | 1          | 6          | 42     |
| 6.º  | Santiago Lawn Tennis | 15         | 9          | 0          | 6          | 40     |
| 7.º  | Gimnasia y Tiro      | 15         | 8          | 1          | 6          | 40     |
| 8.º  | Huirapuca            | 15         | 7          | 1          | 7          | 39     |
| 9.º  | Old Lions            | 15         | 8          | 1          | 6          | 38     |
| 10.º | Jockey Club (T)      | 15         | 8          | 0          | 7          | 37     |
| 11.º | Jockey Club (S)      | 15         | 6          | 0          | 9          | 34     |
| 12.º | Universitario (S)    | 15         | 6          | 0          | 9          | 29     |
| 13.º | Lince                | 15         | 5          | 1          | 9          | 27     |
| 14.º | Tigres               | 15         | 3          | 0          | 12         | 16     |
| 15.º | Natación y Gimnasia  | 15         | 2          | 1          | 12         | 14     |
| 16.º | Aguará Guazú         | 15         | 0          | 0          | 15         | 0      |

|  | Clasificados al Súper 8              |
|  | Clasificados a Zona Clasificación II |

## Súper 8
| Pos. | Equipo               | Encuentros | Encuentros | Encuentros | Encuentros | Puntos |
| Pos. | Equipo               | PJ         | PG         | PE         | PP         | Puntos |
| ---- | -------------------- | ---------- | ---------- | ---------- | ---------- | ------ |
| 1.º  | Lawn Tennis          | 7          | 6          | 0          | 1          | 26     |
| 2.º  | Tucuman Rugby        | 7          | 5          | 0          | 2          | 24     |
| 3.º  | Universitario (T)    | 7          | 4          | 1          | 2          | 20     |
| 4.º  | Huirapuca            | 7          | 4          | 1          | 2          | 20     |
| 5.º  | Los Tarcos           | 7          | 4          | 0          | 3          | 20     |
| 6.º  | Cardenales           | 7          | 2          | 0          | 5          | 12     |
| 7.º  | Santiago Lawn Tennis | 7          | 2          | 0          | 5          | 9      |
| 8.º  | Gimnasia y Tiro      | 7          | 0          | 0          | 7          | 0      |

|  | Clasificados a la Copa de Oro   |
|  | Clasificados a la Copa de Plata |

## Copa Oro
| Equipos       | Encuentros | Encuentros | Encuentros | Encuentros | Pts. Bonus | Puntos |
| Equipos       | PJ         | PG         | PE         | PP         | Pts. Bonus | Puntos |
| ------------- | ---------- | ---------- | ---------- | ---------- | ---------- | ------ |
| Lawn Tennis   | 3          | 2          | 0          | 1          | 1          | 35     |
| Tucumán Rugby | 3          | 2          | 0          | 1          | 1          | 33     |
| Huirapuca     | 3          | 1          | 0          | 2          | 1          | 25     |
| Universitario | 3          | 1          | 0          | 2          | 1          | 25     |
| Campeón Lawn Tennis |
|                     |